# Зорлу-центр
Зорлу-центр (тур. Zorlu Center) — многофункциональный комплекс в районе Бешикташ (Стамбул, Турция), включающий в себя высококлассный торговый центр, пятизвёздочный отель Raffles и мегаплекс Cinemaximum, а также жилые помещения и офисы. Здесь также находятся Zorlu PSM, крупнейший центр исполнительских искусств в стране, и первый в стране магазин Apple Store.
Построенный в 2013 году по проекту архитектурных бюро Эмре Аролата и Tabanlıoğlu Architects, центр расположен на пересечении дороги, продолжающейся от Босфорского моста, и проспекта Бююкдере, проходящего через центральные деловые районы Левент и Маслак.

## История
В 2007 году на открытом аукционе Zorlu Real Estate, дочерняя компания Zorlu Holding, предложила самую высокую цену (800 миллионов долларов США) за участок земли на пересечении автомагистрали O-1 (европейского продолжения Босфорского моста) и проспекта Бююкдере. Затем эта компания объявила «Конкурс архитектуры и городского дизайна Зорлу-центра». Более 100 фирм подали заявки, 13 из них были отобраны для участия в конкурсе, в котором победили архитектурные бюро Эмре Аролата и Tabanlıoğlu Architects. Об этом конкурсе архитектор и исследователь архитектуры Сюха Озкан написал книгу A Vision in Architecture: Projects for the Istanbul Zorlu Center (2012). Строительство комплекса было закончено в 2013 году.

## Архитектура
Зорлу-центр представляет собой четырёхбашенную многофункциональную структурную группу, включающую в себя общественную площадь, жилую застройку, гостиницу и офисные помещения. Его создатели утверждали, что дизайн центра «сформирован в соответствии с современным пониманием архитектуры», основанным на концепции исторического городского пространства со «смелыми геометрическими линиями, обрамляющими небо, а также обширными зелёными насаждениями».

## Розничная торговля
В торговом центре размещается более 200 магазинов, 40 кафе и ресторанов. На его территории расположились магазины люксовых брендов, в том числе Beymen, Atelier Rebul, Vakko, COS, Moncler, Bulgari, Pomellato, Louis Vuitton, Fendi, Lanvin, Christian Dior, Miu Miu, Burberry, Tory Burch, Michael Kors и Valentino, а также первый в Турции Apple Store. Крупнейший по площади в торговом центре магазин Beymen занимает 10 000 м².
В Зорлу-центре работает множество ресторанов и кафе, в том числе сетей Eataly, Jamie’s Italian и Tom’s Kitchen. Здесь также находится ресторан Morini, принадлежащий AltaMarea Group, где подают блюда итальянской и средиземноморской кухни под руководством шеф-повара Майкла Уайта.

## Отель
Отель и спа-центр Raffles Istanbul открылся в сентябре 2014 года. В нём работают три ресторана, отель располагает 49 номеров люкс и 136 обычных номеров.

## Центр исполнительских искусств Зорлу
Разработкой и организацией Zorlu PSM, крупнейшего центра исполнительских искусств в Стамбуле, занималась театральная компания Nederlander Worldwide Entertainment. Он включает в себя театр на 770 мест, а также концертный зал на 2300 зрителей.

## Галерея

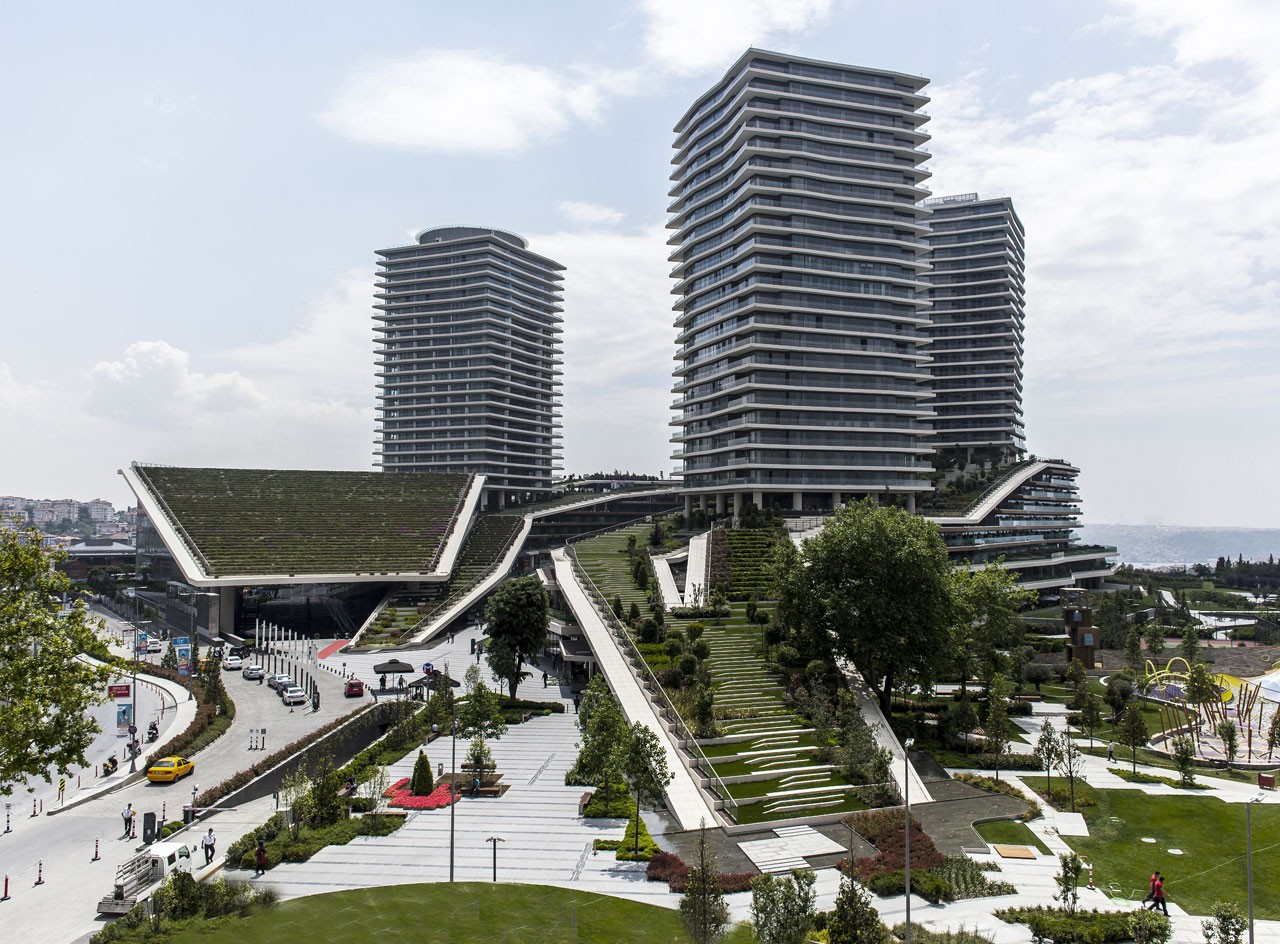
Зорлу-центр, вид с юго-восточной стороны
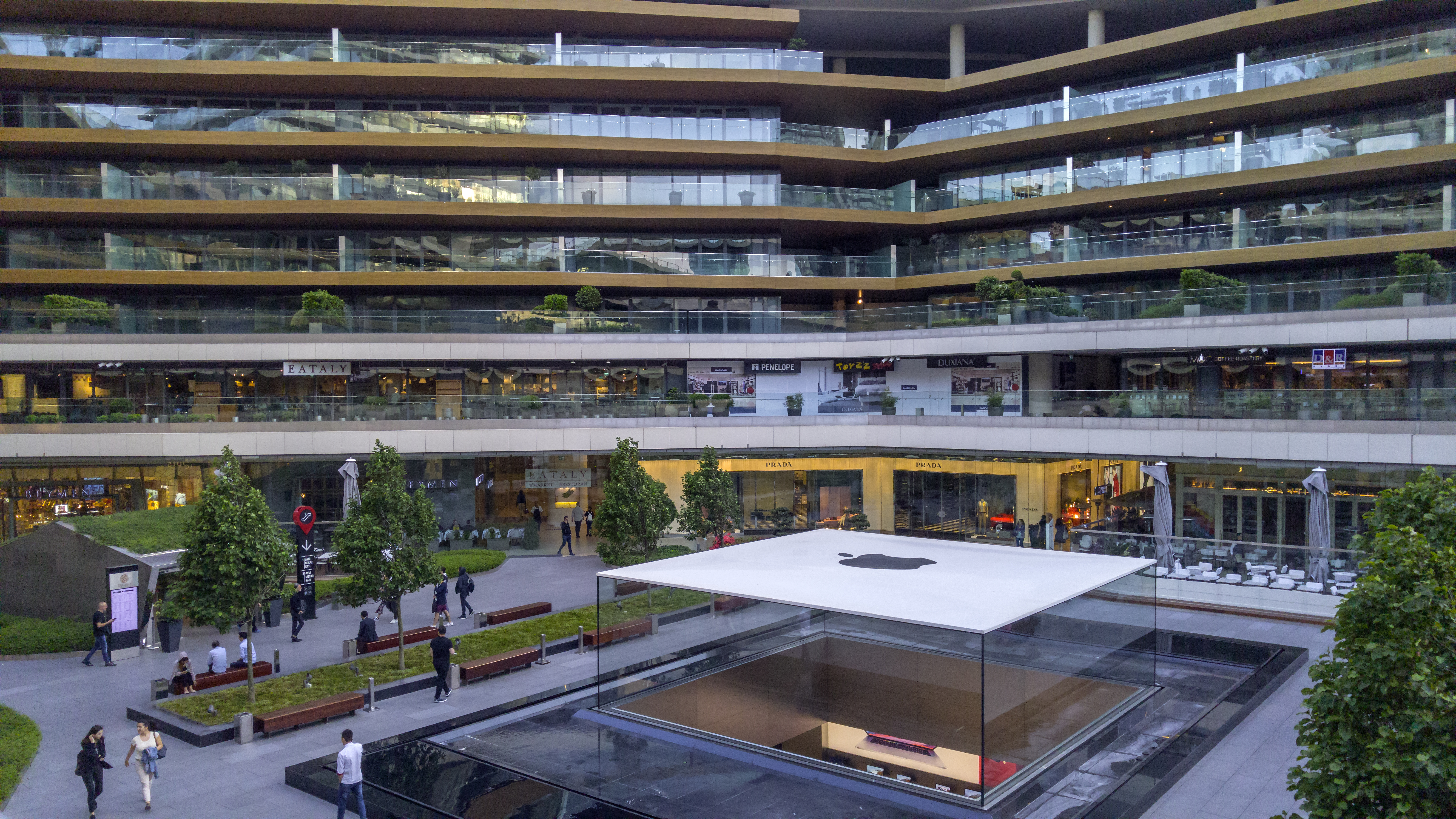
Вид площади
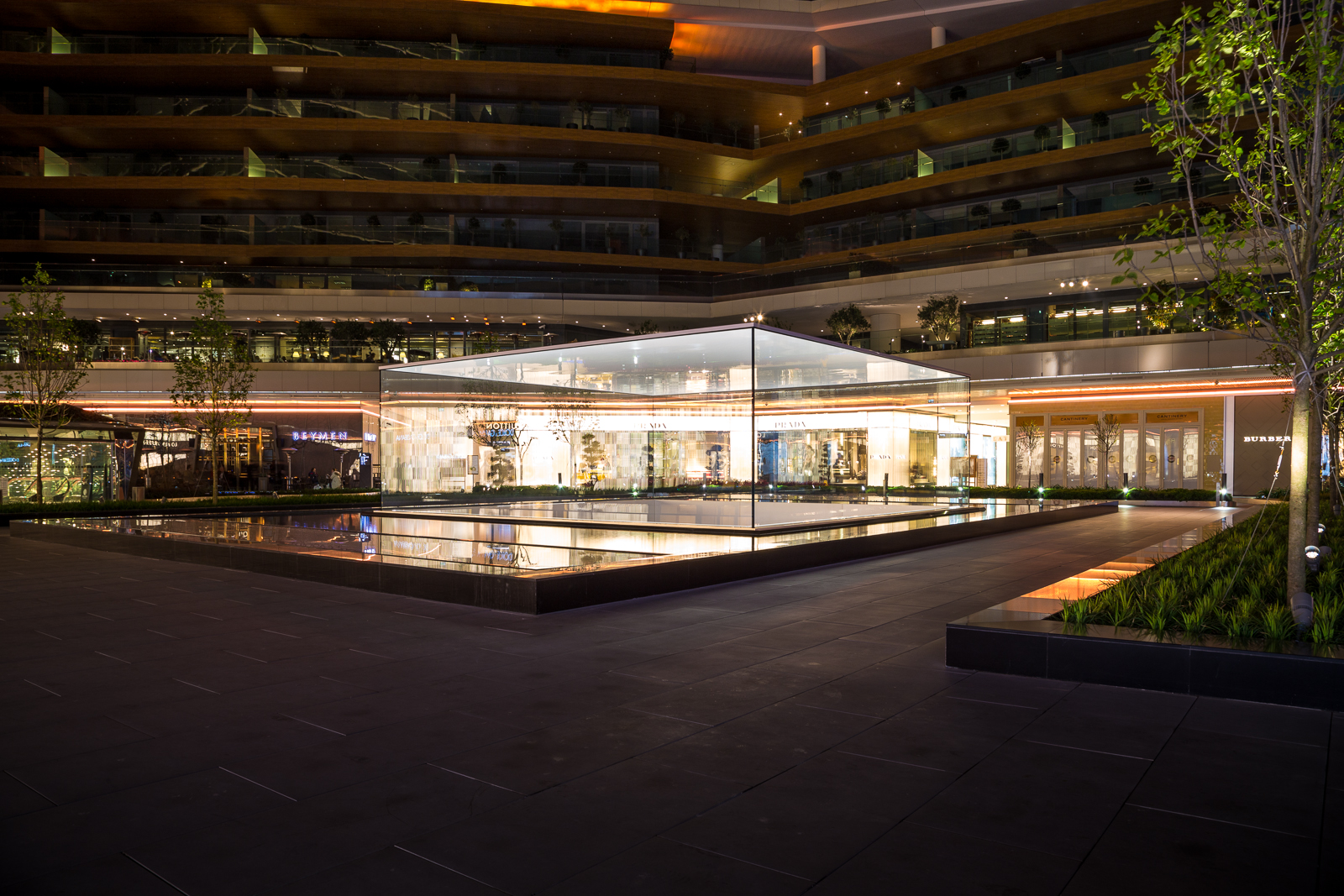
Apple Store
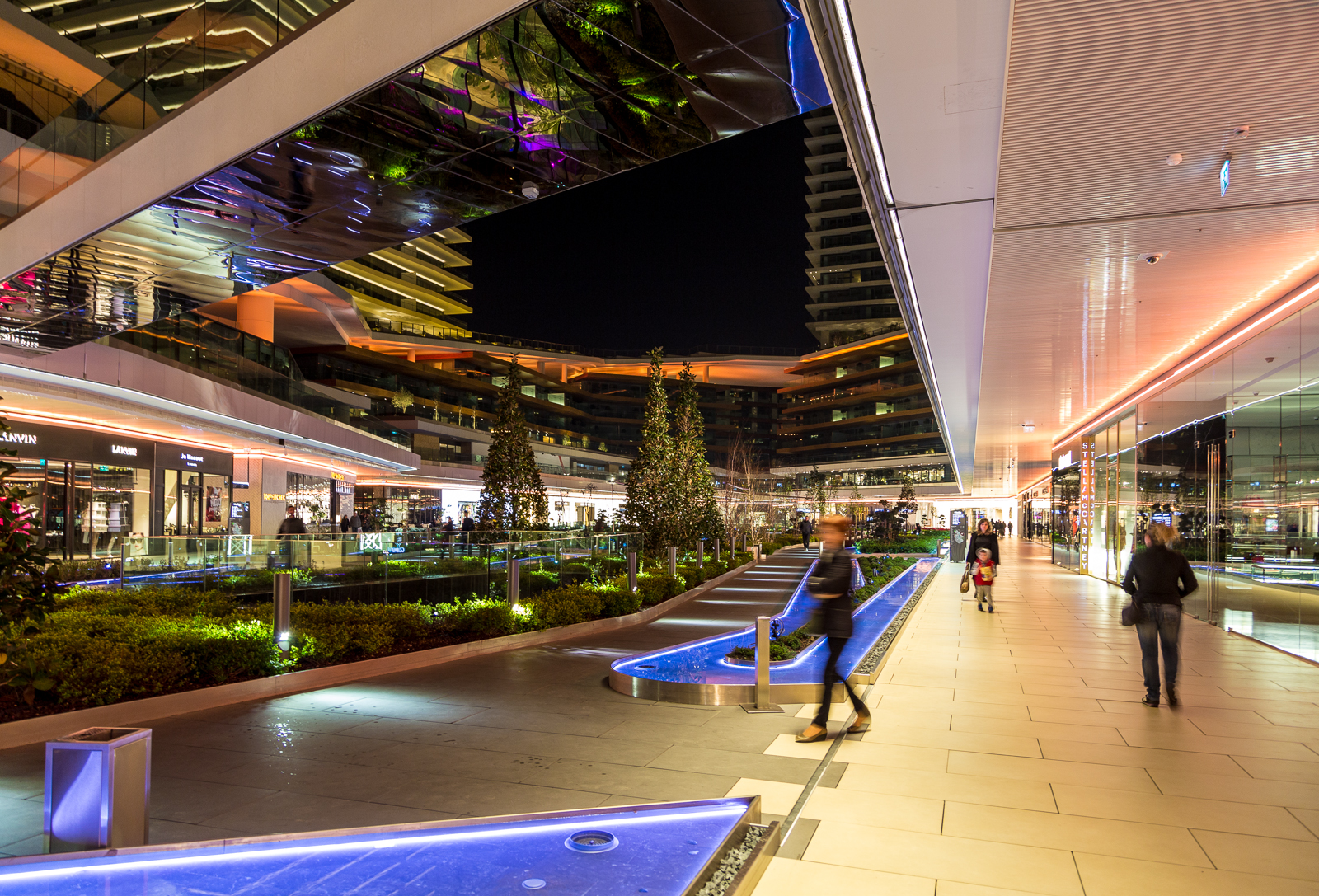
Интерьер центра
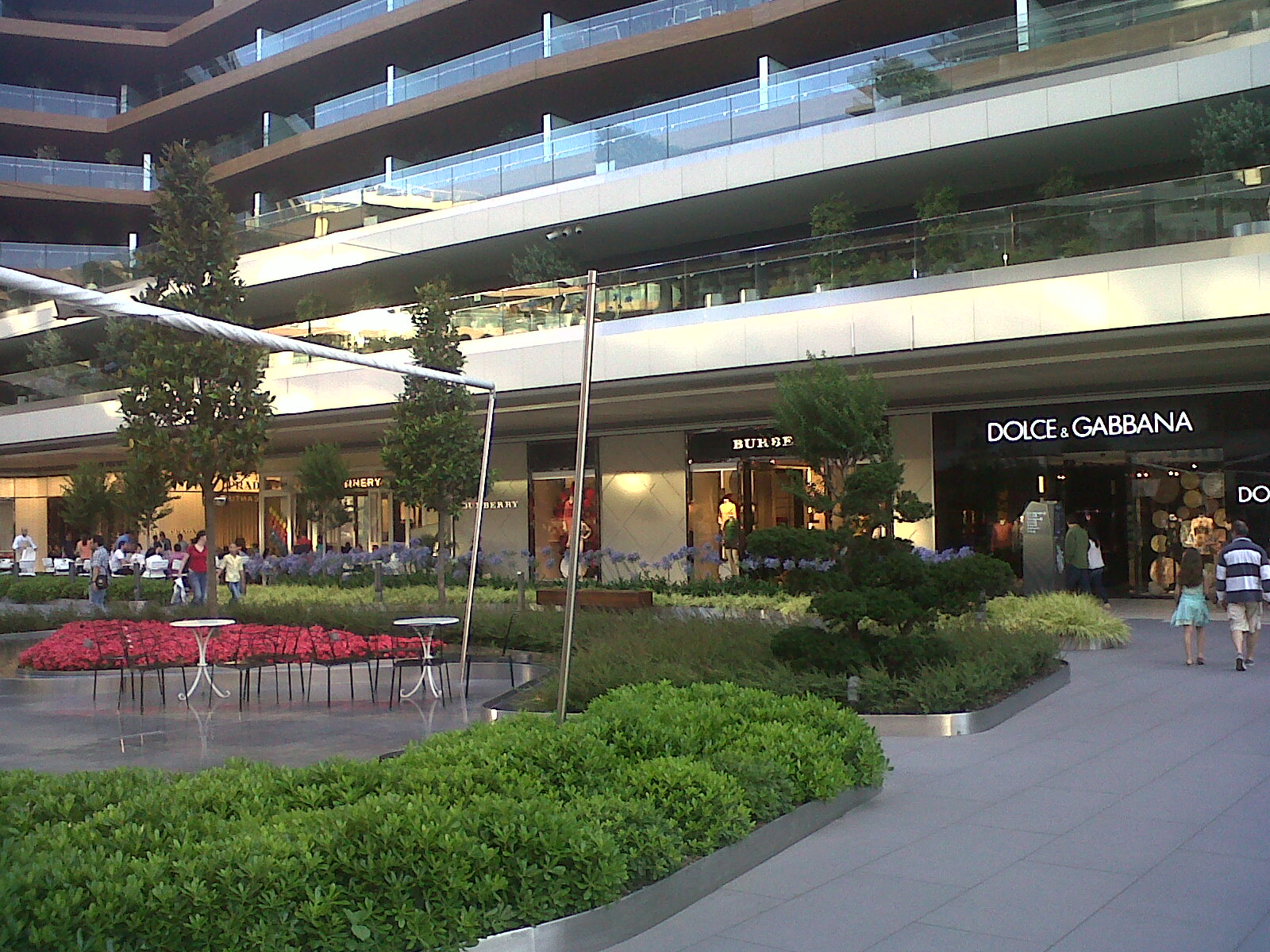
Магазины Dolce & Gabbana и Burberry